# 双峰山 (地形)
双峰山是指具有两个峰顶的山或丘，中间隔着山坳或鞍部。

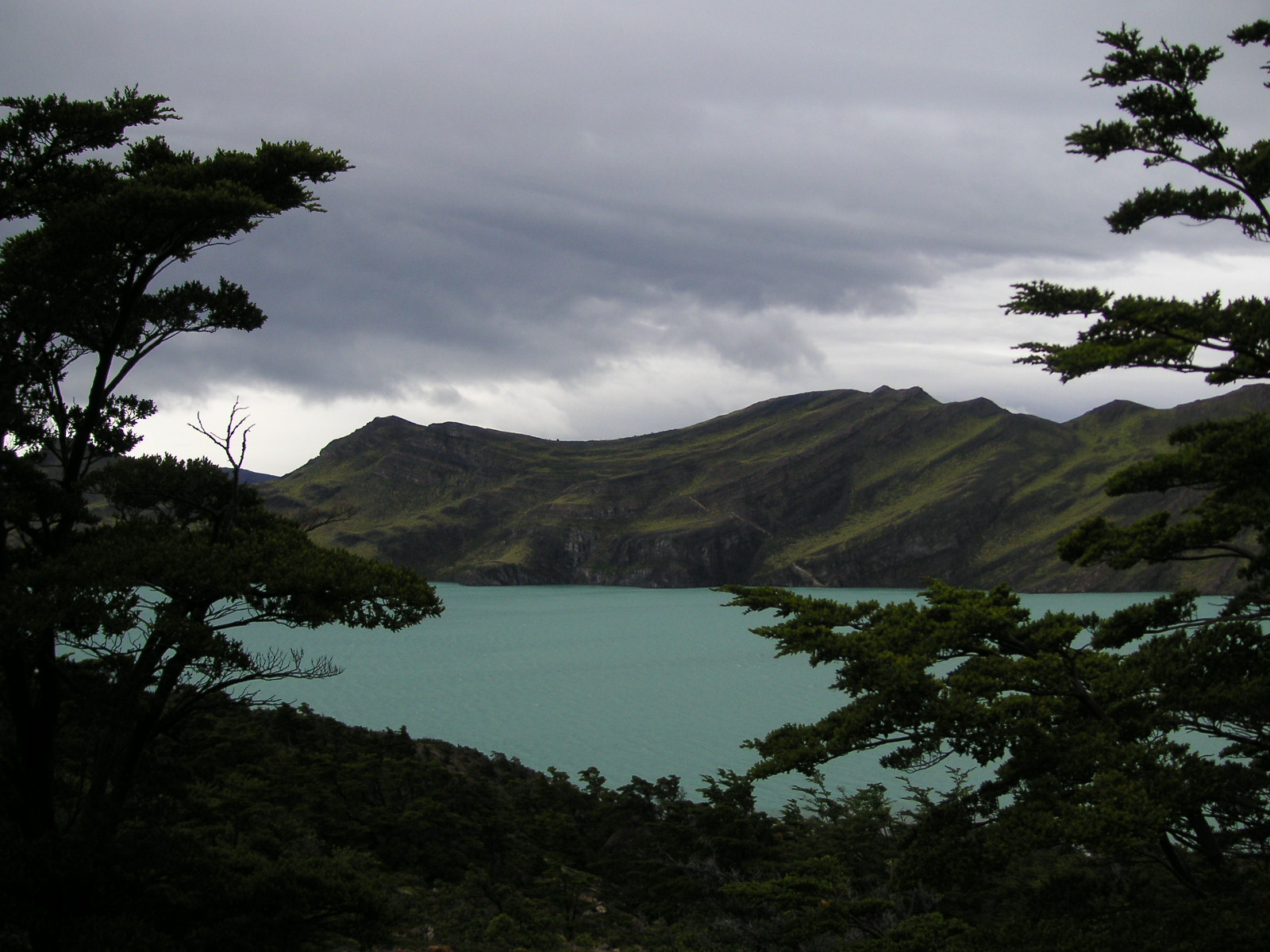
巴塔哥尼亚的这座双峰由向斜结构构成

一个著名的双峰山是奥地利的最高峰格洛克納山，其主峰与 小格洛克訥峰（Kleinglockner）之间由格洛克纳鞍部相隔，该处正好位于一条地质断层线上。
另一些双峰则是由地质褶皱形成的。例如在加拿大不列颠哥伦比亚省的威斯罗山（Mont Withrow），其双峰的两翼由坚硬的砂岩构成，而中间褶皱核心的较软岩石则因风化侵蚀而被削去，形成了双峰结构。
三峰连顶的山峰较为罕见，例如多洛米蒂山脉中的罗森加腾峰就是一个例子。而玻利维亚的伊伊马尼山则是极为罕见的四峰连顶山峰之一。

## 著名双峰
著名的双峰有（大致从东到西）：

### 欧洲

#### 石灰岩阿尔卑斯山
- 施内山 (下奥地利州)

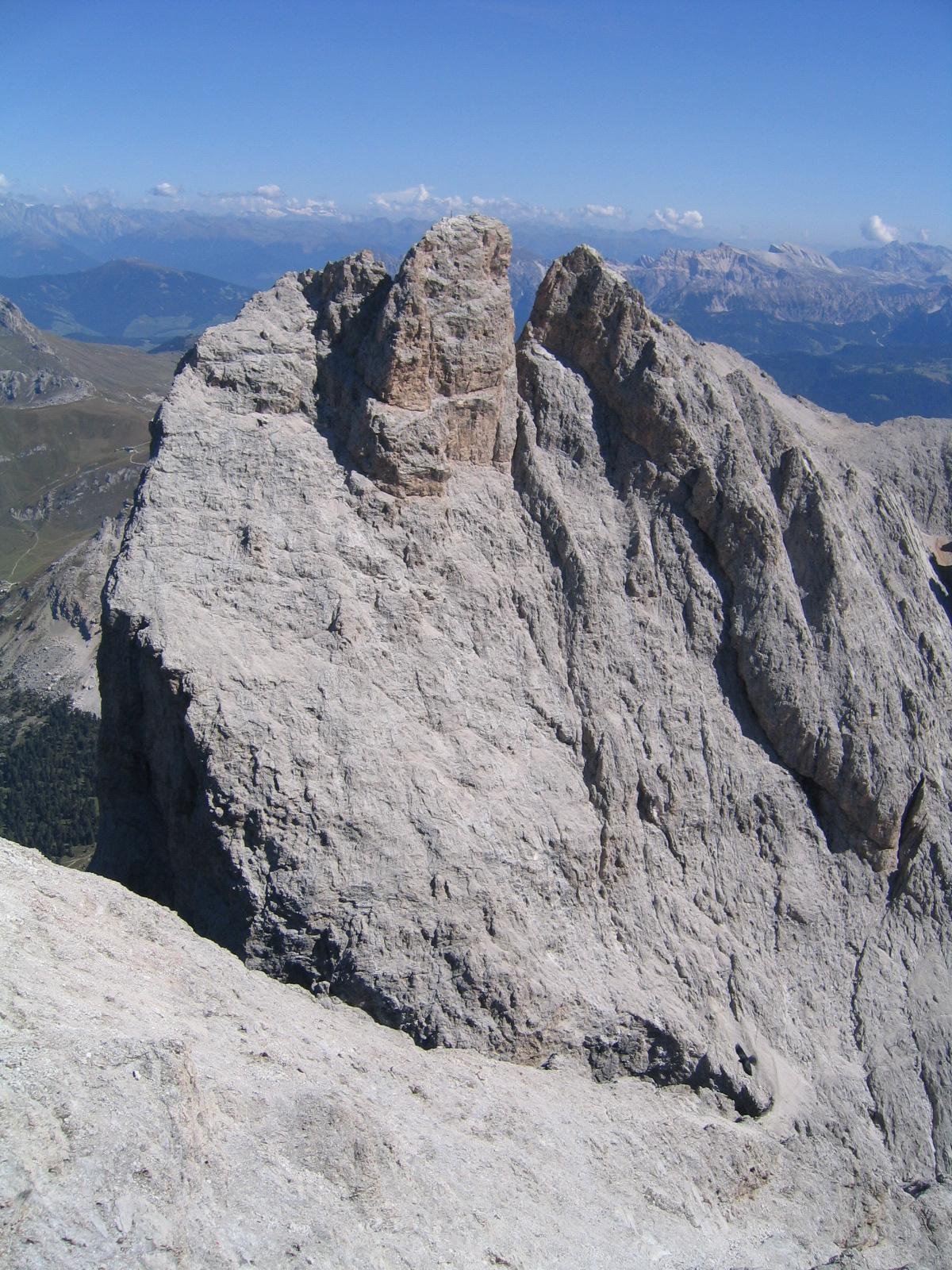
多洛米蒂山的 Furchetta

- 凯撒施泰因 (Kaiserstein)（施蒂利亚州韦特林 (Wetterin) 地块）
- 卢高尔（施泰尔马克州格索伊瑟）
- 克里彭斯坦（达赫斯坦山群北部）
- Bischofsmütze（达赫施泰因地区，Gosaukamm）
- 萨尔茨堡州滕嫩山脉的布里特科格尔和冰山
- 卡尔峰（皇帝山脉）（凯撒山脉）
- 罗斯斯坦和布赫斯坦，上巴伐利亚
- 克拉姆斯峰（阿默高阿尔卑斯山脉）
- 古菲特山（蒂罗尔州罗凡）
- 格劳斯皮茨（列支敦士登）
- 富凯尔塔山（Geisler Group）
- 阿尔特曼（瑞士东部阿尔卑斯坦）

#### 阿尔卑斯山中段
- 大钟山

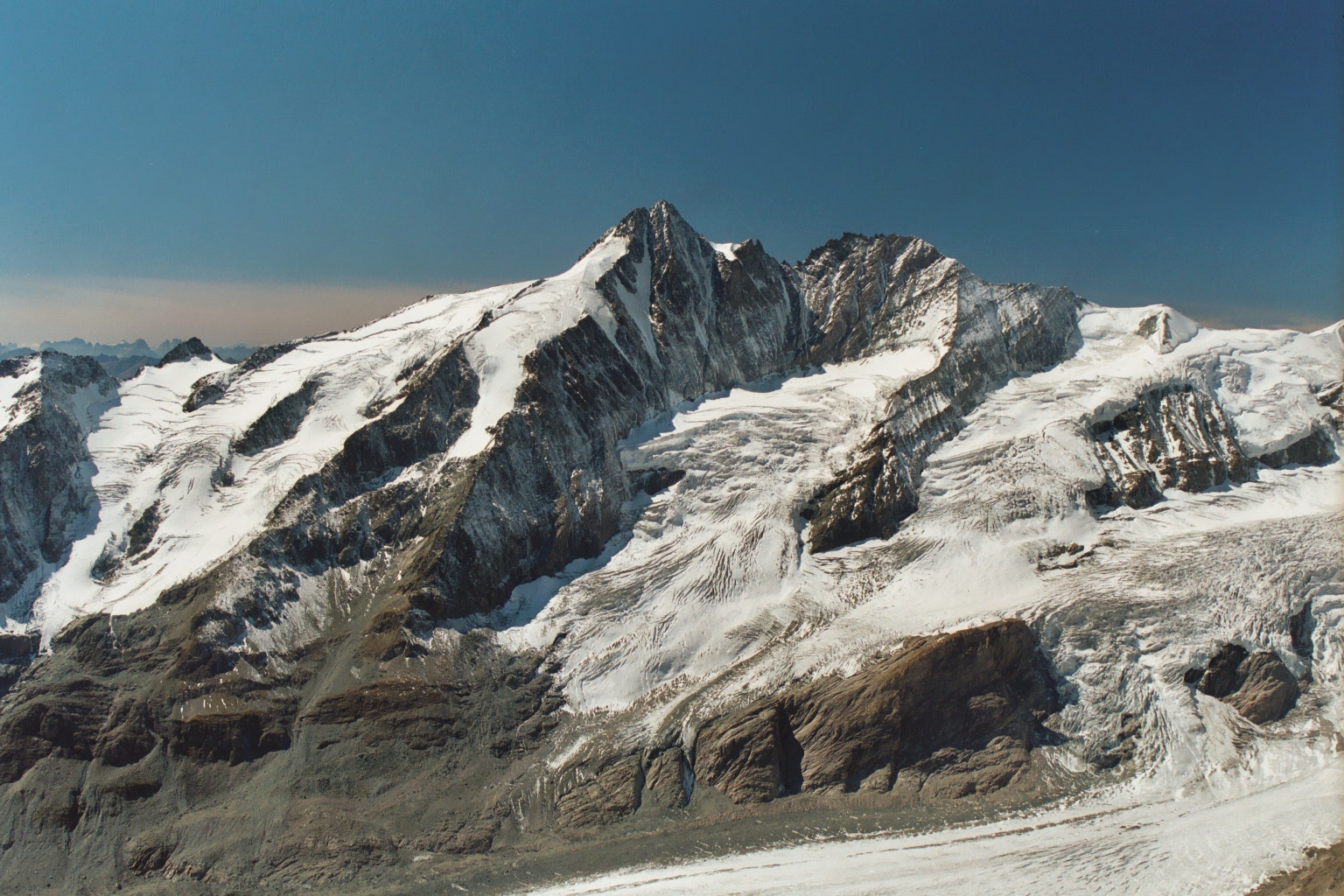
大格洛克纳山 (Großglockner) 以及克林洛克纳山 (Kleinglockner)（左）和大格洛克纳山 (右) 的双峰

- Seekarspitze (施拉德明陶恩)
- 格莱兴山（施蒂利亚州）
- 拉索尔灵山（高地陶恩山脉韦内迪格）
- 下贝格山（北蒂罗尔东部）
- 维尔德克罗伊茨峰（齐勒河谷阿尔卑斯山）
- 罗菲莱万德山（奥茨山谷阿尔卑斯山脉）
- 瓦策峰（奥茨塔尔阿尔卑斯山 Kaunergrat）
- 维尔德峰（奥茨塔尔阿尔卑斯山 Weißkamm）
- 施瓦茨山和魏斯山（南蒂罗尔）
- 奥特斯托克山（格拉鲁斯阿尔卑斯山）
- 德鲁峰（勃朗峰地块）
- 韦尔特山（勃朗峰地区）

#### 欧洲其他山脉

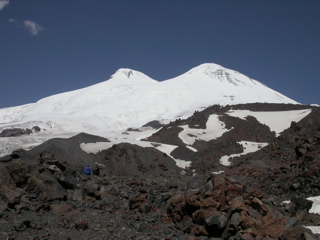
厄尔布鲁士山（高加索山脉）

- Smolikas （博格达尼和卡佩坦·泽库拉斯）（希腊）
- 布贝尼克山（上卢萨蒂亚）
- 斯特罗姆贝格（上卢萨蒂亚）
- 厄尔士山脉的Špičák （萨特尔贝格）
- 布格施塔特（杜帕乌山脉）
- 尚茨贝格（南波西米亚蒂施贝格附近）
- 施瓦兹·莫尔（Schwarze Mauer）和卡梅内克（Kamenec）（上奥地利州-波希米亚边境）
- 哈茨山的格罗瑟·奥尔贝格
- 埃伦堡（Ehrenbürg） ，法兰克瑞士的泽根贝格
- Hohenstoffeln （黑高火山）
- 贝尔格达（比利牛斯山脉）
- 佩尼范（布雷肯比肯斯）

### 亚洲
- 哈桑山（土耳其卡帕多西亚地区）
- 乌什巴山（格鲁吉亚）
- 厄尔布鲁士山（高加索山脉，双峰火山）

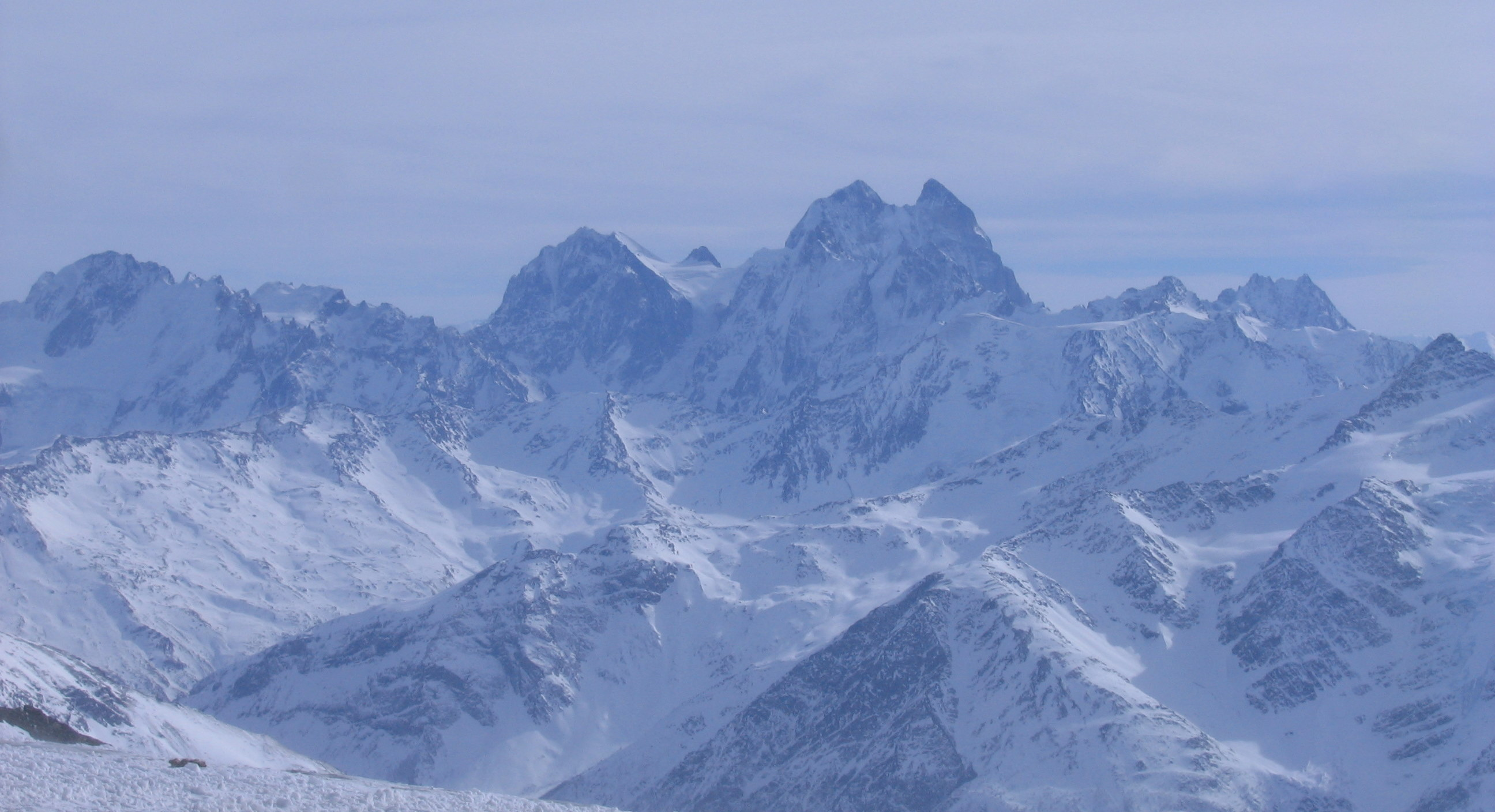
高加索地区的乌什巴

- Raja Gyepang（印度拉豪尔中部）
- 鱼尾峰（尼泊尔喜马拉雅山脉安纳普尔纳）
- 乔戈里萨峰（巴基斯坦喀喇昆仑山脉）
- 布洛阿特峰（喀喇昆仑山脉前峰和主峰，中国/巴基斯坦）
- 加舒尔布鲁木IV峰（巴基斯坦喀喇昆仑山脉布洛阿特峰的南部）

### 其他山区
- 罗斯山（凯尔盖朗群岛）

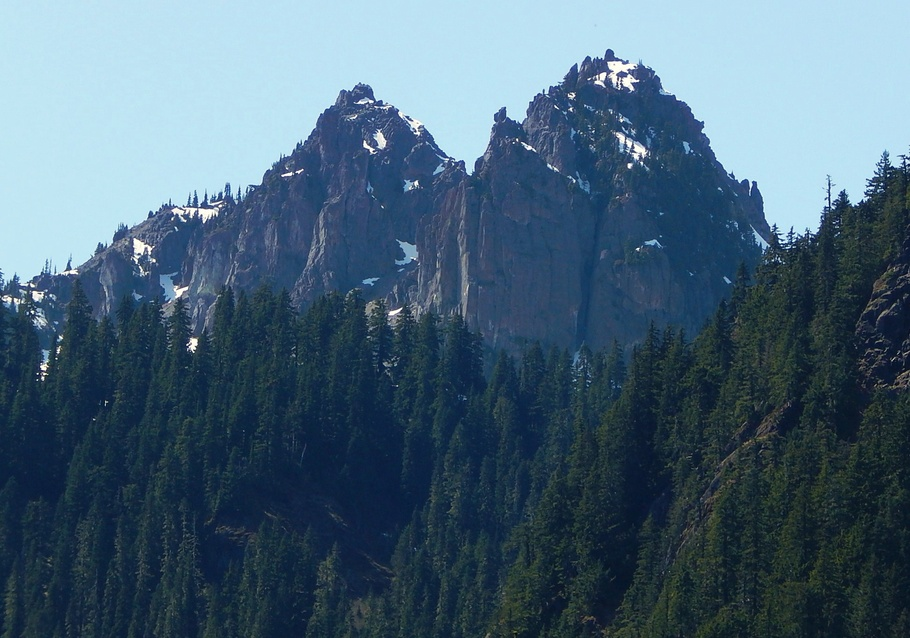
华盛顿双峰（美国）

- 杜阿尔特峰（多米尼加共和国伊斯帕尼奥拉岛）
- 乔皮奥尔科山（安第斯山脉）
- 汉科乌马山（安第斯山脉）
- 奥林匹克山兄弟（美国华盛顿）
- 喀斯喀特山脉双峰（美国华盛顿）
- 索普里斯山（美国科罗拉多州落基山脉）
- 飞行员峰和指a数峰值（怀俄明州）

- 考夫曼峰（加拿大班夫国家公园）

1. ↑  . Geologische Bundesanstalt.   [29 March 2009]. （原始内容存档于8 June 2012）.
2. ↑  .   [2009-05-12]. （原始内容存档于2006-04-04）.